# Charleston (Australia)
Charleston – miasto w Australii, w stanie Australia Południowa.